# Anna Gourianova
Anna Gourianova (en russe : Анна Гурьянова) est une joueuse de volley-ball russe née le 10 janvier 1985 à Magnitogorsk (Oblast de Tcheliabinsk). Elle mesure 1,85 m et joue au poste d'attaquante. 

## Clubs
| Club                 | De        | À         |
| -------------------- | --------- | --------- |
| Uraltransbank        | 2000-2001 | 2001-2002 |
| Dynamo (Moscou Rég.) | 2002-2003 | 2002-2003 |
| Ouralotchka NTMK     | 2003-2004 | 2003-2004 |
| Fakel Novy Ourengoï  | 2004-2005 | 2005-2006 |
| Proton Balakovo      | 2006-2007 | 2010-2011 |
| Indesit Lipetsk      | 2011-2012 | 2012-2013 |
| JVK Sakhaline        | 2013-2014 | 2013-2014 |
| VK Severianka        | 2014-2015 | …         |

## Palmarès
- Championnat de Russie
  - Vainqueur : 2004.